# Enkutatash
Enkutatash es el día del año nuevo en Etiopía y Eritrea. Ocurre el primer día del mes de Meskerem, en el calendario etíope, que es el 11 de septiembre (12 de septiembre los años bisiestos) de acuerdo con el calendario gregoriano.
Literalmente Enkutatash significa Regalo de Joyas. La fecha marca tradicionalmente el fin de la estación lluviosa y se establece más recientemente como el retorno de la Reina de Saba a Etiopía tras la visita del Rey Salomón en Jerusalén.
El año 2007 en el calendario gregoriano es el 2000 del calendario etíope.
La entrada del Nuevo Año en el calendario etíope se recibe con multitud de rituales religiosos por parte de sus habitantes, con cantos y con bailes en todos los pueblos que, además, van acompañados de saludos y  buenos deseos para todas las personas y que se representan regalándose ramos de flores los unos  a los otros.